# Unga syndare
Unga syndare (originaltitel Ung flukt) är en norsk långfilm från 1959 i regi av Edith Carlmar med Liv Ullmann i huvudrollen. Detta var Liv Ullmanns första stora roll i en film.

## Rollista (i urval)
| Liv Ullmann         | – Gerd            |
| Atle Merton         | – Anders          |
| Rolf Søder          | – Bendik          |
| Nanna Stenersen     | – Mor till Gerd   |
| Randi Brænne        | – Mor till Anders |
| Tore Foss           | – Far till Anders |
| Egil Hjorth-Jenssen | – Sheriffen       |